# Bożenna Biskupska
Bożenna Biskupska (ur. 1952 w Warszawie) – polska artystka eksplorująca przestrzenie malarskie, rzeźbiarskie, sztukę instalacji, video oraz performance. Wystawiała swoje prace w całej Polsce oraz za granicą m.in. na XLI Biennale Sztuki w Wenecji (1984), na XIV Międzynarodowym Biennale Małych Rzeźb w Brązie w Padwie (1986), na A Women’s View w Waszyngtonie (World Bank 1995), Nord Artw Budesdorf (2000), Forma i Kolor w Chicago (Forum+ Gallery 2003), Art First w Bolonii (2006) czy na
SIEGesIKONen/Icons of Victory – transFORM w Berlinie (2009). Otrzymała I nagrodę na Międzynarodowym Biennale Miniatury Tkackiej (1982 r. Savaria Museum, Węgry) oraz nagrodę I stopnia im. Stanisława Wyspiańskiego za malarstwo i rzeźbę w 1984, w tym samym roku została laureatką stypendium Ministra Kultury i Sztuki. W 2004 wraz z Zygmuntem Rytką założyła Fundację Sztuki Współczesnej In Situ, działająca głównie na terenie Warszawy oraz w Sokołowsku.
Dorobek artystyczny Biskupskiej odzwierciedla drogę jej formalnych poszukiwań, od sztuki figuratywnej, abstrakcję po stworzenie indywidualnego języka artystycznej wypowiedzi w Wytyczaniu obrazu. W osobistym alfabecie dominuje linia, znak i ślad. Artystka eksperymentuje z różnymi technikami łącząc m.in. malarstwo i performance, a także z materią rzeźbiarsko-malarską wykorzystując m.in. beton, mączkę marmurową, folię negatywową czy olej lniany.

## Życiorys artystyczny

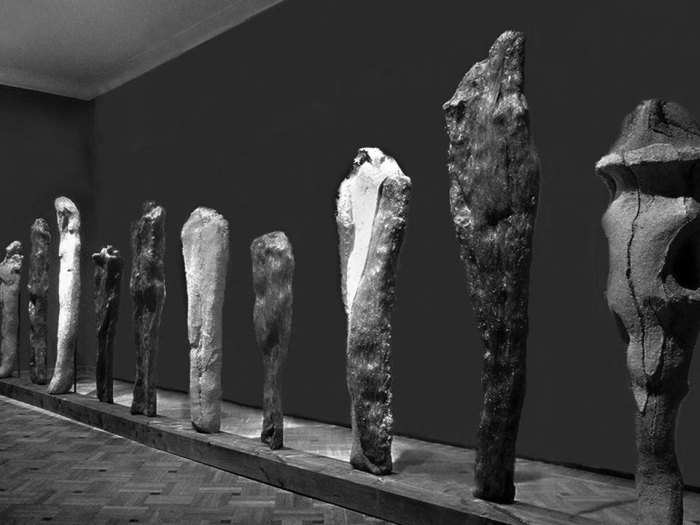
Bożenna Biskupska. Rzeźby: Non omnis moriar.

Artystka urodziła się w 1952 roku w Warszawie w rodzinie fotografów. W latach 1967–1970 uczęszczała do Liceum Sztuk Plastycznych w Warszawie. Następnie studiowała malarstwo w Państwowej Wyższej Szkole Sztuk Plastycznych w Poznaniu (1970-1972) oraz w Akademii Sztuk Pięknych w Warszawie (1972-1976), gdzie uzyskała dyplom z wyróżnieniem w pracowni prof. Tadeusza Dominika. Już podczas studiów podejmowała artystyczne poszukiwania z zastosowaniem różnych materiałów: od fotografii, prac z metalu o charakterze geometrycznym, form malarskich (pracownia prof. T. Dominika) oraz tkackich (pracownia prof. Z. Gostomskiego) do prac na papierze (pracownia prof. R. Owidzki).

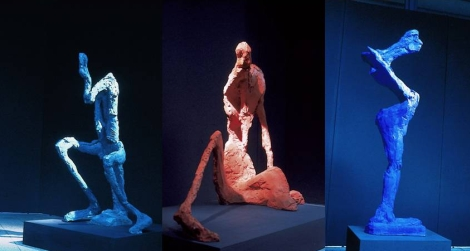
Bożenna Biskupska. Rzeźba: Siedzący, Organizm, Jednonogi.

W 1976 roku artystka wzięła udział w XI Ogólnopolskiej Wystawie Sztuki Młodych w Sopocie, na której otrzymała wyróżnienie. W tym samym roku prace Biskupskiej znalazły się w Kopenhadze (Palace Kirke) na Polskiej Sztuce z Warszawy. Pierwsza indywidualna wystawa artystki miała miejsce w Domu Artysty Plastyka w Warszawie (1978).
Twórczość Biskupskiej zawsze oscylowała wokół człowieka, rozumianego jednak w wielkim skrócie, ewoluującego w swój własny ślad. Postacie jakie konstruowała, eksponowane w różnych układach i pozycjach, były ledwie zarysowywane bez wyraźnych kształtów. Przypominały one raczej homunkulusy. Innym stałym tematem, mającym swe początku już w pracach studenckich było przemijanie i czas (cykl Trwanie, Misterium czasu). Przejawiał się on poprzez tworzenie dramatycznych form rozpadu zarówno w treści, jak i materii oraz konstruowanie potężnych majestatycznych rzeźb nawiązujących do nieprzemijalnych monumentów z granitu. Na późniejszym etapie artystka skoncentrowała się na dokumentowaniu przemijalności, symptomów wzrostu i destrukcji.

W początkowej fazie swojej niezależnej twórczości artystka wykroczyła poza ciasne ramy przestrzeni malarskiej i tkackiej ku formom trójwymiarowym. Przełamanie nastąpiło w latach 80 XX wieku, kiedy to Biskupska zaczęła konstruować ogromne zdeformowane ludzkie sylwetki (Misterium czasu, Non Omnis Moriar, Płytowce). Przygotowywała je z różnych materiałów m.in. pakuł, włókien czy trocin. Stanowiły one symbole cierpienia, przemijania i śmierci. 

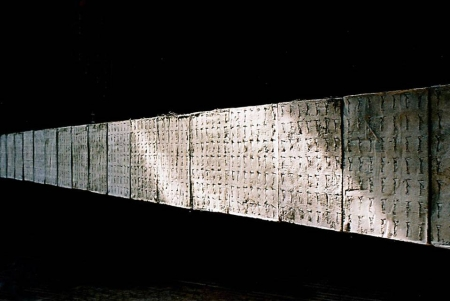
Bożenna Biskupska. Wytyczanie obrazu 343.

 Postacie te następnie przekształciły się w swoje własne znaki: od ekspresyjnych i wieloznacznych form aż do abstrakcyjnego pojęcia. Artystka poszukiwała odpowiedniej formy wyrazu (Siedzący, Organizm) by ostatecznie zdecydować się na postać Jednonogiego. Jest to najbardziej wyrazista i dramatyczna spośród figuralnych propozycji artystki.
Szczególne znaczenie dla konceptualnego rozwoju twórczości Biskupskiej miała wystawa plenerowa w Centrum Rzeźby Polskiej w 1998. Zostało na niej przedstawione siedem obiektów Jednonogich wchodzących w skład cyklu Wytyczanie obrazu. Figury te były zamknięte w sześcianach ze stalowych kątowników.

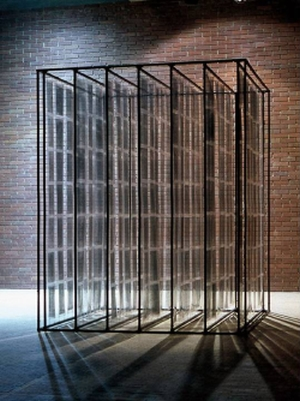
Bożenna Biskupska. Instalacja Upakowanie.

Biskupska przeplatała formy malarskie i rzeźbiarskie w swoim studium Jednonogiego. Z jednej strony ręcznie przygotowywała figurki jednonogich układanych w zrytmizowanych porządkach na ogromnych betonowych kaflach. Z drugiej strony tworzyła specyficzną rzeźbiarską grafikę wizerunków zminiaturyzowanych Jednonogich. Siedem kafli o wymiarach 41×26, 5×4 cm zawierają 49 hieroglifów po 7 w każdym rzędzie, stąd pochodzi nazwa cyklu: Jednonogich 343.
Rozwojowi prac nad Jednonogim towarzyszyła dokumentacja fotograficzna, która stała się samodzielnym tworem artystycznym nazwanym Upakowanie. Dzieła były rejestrowane na taśmach wideo oraz na przezroczystych foliach klisz fotograficznych. Przedstawione obiekty betonowych tablic kontrastowały z ulotnymi własnymi odbiciami na światłoczułej folii. Zostały one zawieszone w siedmiu warstwach w klatce-magazynie, stanowiące ich formę ekspozycji.
W połowie lat 90. powstaje koncepcja Wytyczania obrazu za pomocą czystego gestu. Pomysł ten powiązany jest z rosnącą w tym czasie fascynacją artystki procesem multiplikacji, który prowadzi do unieważnienia jednostkowego motywu, jego uniwersalizacji i uogólnienia. Artystka eksperymentowała z białą farbą olejną oraz z olejem lnianym, wpierw na białych kartonach, później (od 1999 roku) na płótnach. Biskupska jednym pociągnięciem pędzla pozostawiała niewidoczne ślady linii, które z biegiem czasu, bez ingerencji z zewnątrz, żółkły i rozlewały się po materiale. Pomimo ujednoliconego, wręcz mechanicznego działania obrazy okazują się bardzo zróżnicowane. W rysunkach od 2000 roku artystka wprowadza obok linii pionowych, również poziome.
Równolegle do wersji malarskiej rozwija się również rzeźbiarska wersja Wytyczania obrazu (Wytaczanie obrazu 01). Od 2002 roku artystka odlewa z brązu małe figurki Jednonogich (każdą z osobna) i mocuje na płytach zrobionych z mączki marmurowej łączonej z cementem. Na cykl składają się naprzemiennie ułożone kafle z 25 i 24 znakami. 01 w nazwie serii nawiązuje do występującego pola pustego. W serii tej dominuje symetria, rytm i harmonia.

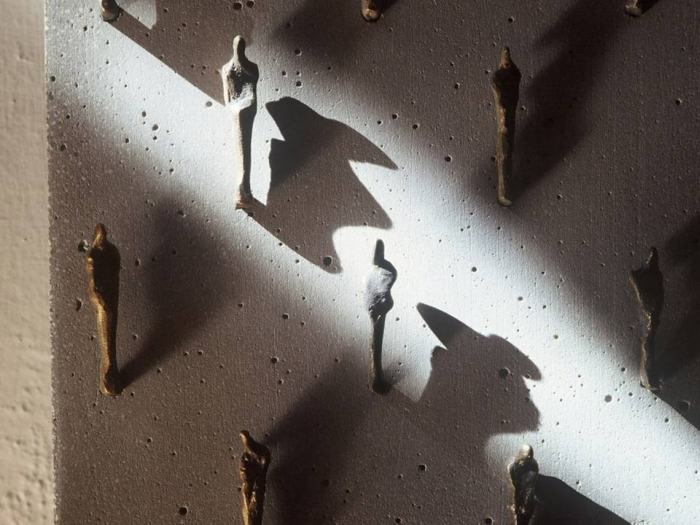
Bożenna Biskupska. Rzeźba: Jednonogi z brązu.

Monumentalne ekspozycje płyt z Jednonogimi zostały z czasem zastąpione transparentnymi foliami fotograficznymi. Stałość cementu przeobraziła się w ruchome projekty Zapisu Idei. Artysta wprowadziła nowe medium: gigantyczne ściany z folii (5× 0 m). Efekty pracy można było zobaczyć podczas wystawy Menument w 2010 roku w Miejskiej Galerii Sztuki w Łodzi. Ogromne płachty odrealniały przestrzeń galerii.

W 2007 roku powstał jednocześnie nowy cykl o charakterze sekwencyjnym Przeganianie myśli /Po co. Praca wideo została poświęcona zagadnieniu twórczości jako docieraniu do istoty rzeczy. Proces ten polegał na odkrywaniu właściwych form, stanowiących podstawę dla dalszych inspiracji. Dominującymi motywami stały się chaos, tunel i znaki. Drugą częścią cyklu były ruchome obrazy przedstawiające szyby, niezidentyfikowane kształty, ślady, refleksy świateł, zarysy linii, powidoków.

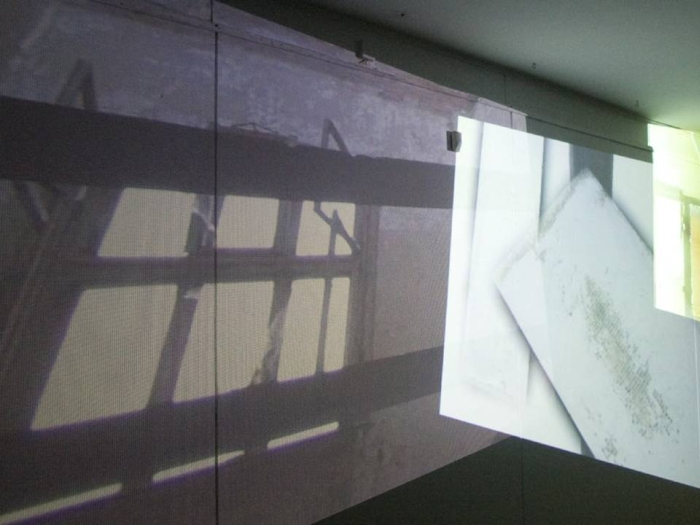
Bożenna Biskupska. Wideo: Chaos.

 Natomiast tytułowe Przeganianie myśli było powiązane z gestem ręki, gestem obronnym przed niepowracającymi, natrętnymi myślami i wypartymi obrazami. W ramach wystawy z 2010 roku obrazy były rzutowane na przezroczyste folie, ściany oraz podłogę galerii, włączając w przestrzeń dzieła również widzów.

## Cykle

### 1980-1982 Trwanie
Cykl rzeźb w metalu i sizalu. Artystka kształtowała wzajemne relacje pomiędzy rzeźbą a przestrzenią otaczającą. W owych układach rzeźb tworzących emergentne obszary, najbardziej istotna była gra proporcji i zależności poszczególnych elementów.

### 1980-1983 Współistnienie

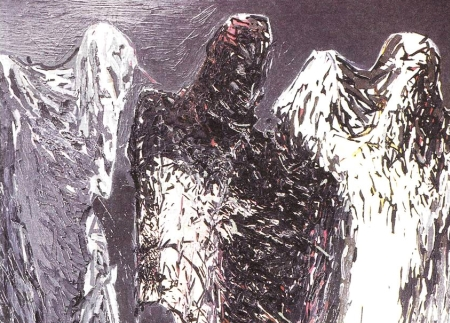
Bożenna Biskupska. Obraz: Współistnienie.

Cykl ekspresyjnych obrazów figuratywnych. Prace korespondują z równoległym cyklem monolitycznych rzeźb. Obrazy charakteryzują wyrazistą grą światła oraz naturalną wielkością postaci.

### 1982-1984 Misterium czasu

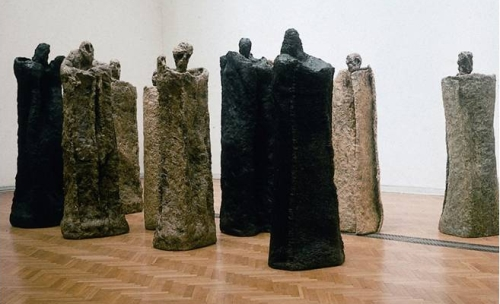
Bożenna Biskupska. Rzeźby: Misterium czasu.

Cykl 32 rzeźb, o wymiarach do 250 cm z metalu, trocin, pakuły i sizalu wiązanych za pomocą żywicy. Biskupska stworzyła wolno stojące figury – formy zamykające oraz tzw. „destrukty”. Charakteryzowały się one zagęszczeniem faktury, ponad ludzką skalą oraz precyzyjną kompozycją w przestrzeni, która była częścią dzieła-instalacji. Rzeźby zostały pokazane na XLI Biennale w Wenecji.

### 1982-1984 Płytowce

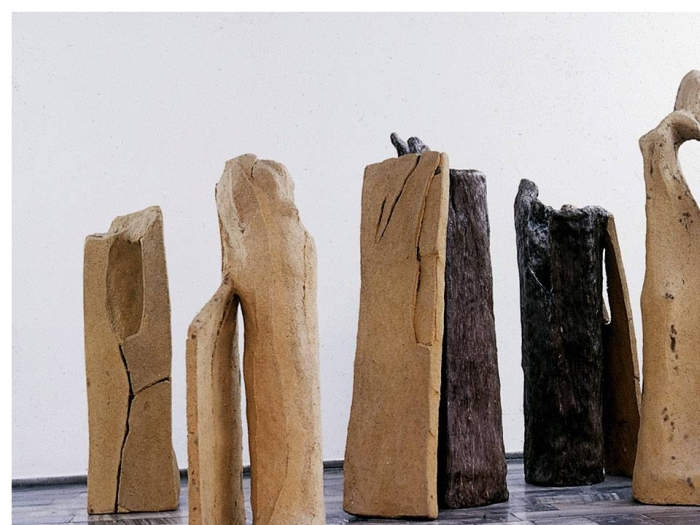
Bożenna Biskupska. Rzeźby: Płytowce.

Czas poszukiwania formy. Na ten cykl składały się pięć wolno stojących figur. Cztery z nich były zespolone z panelem, natomiast w ostatniej została umieszczona płyta ruchoma, co dało możliwość wielowymiarowego funkcjonowania rzeźby.

### 1984-1985 Non Omnis Moriar
Cykl dziesięciu figur przyściennych o wysokości do 160 do 345 cm, dwóch rzeźb „destrukty” oraz rysunków; użyte materiały: konopie, len, pakuły, trociny zatapiane w żywicy, metal. Prace z rysunkiem stały się inspiracją dla stworzenia układu rzeźb związanych z symboliką ludzkiego życia, losu, nieuchronności śmierci. Artystka wprowadziła po raz pierwszy kolor: czerwień. Rzeźby znajdują się w kolekcji Państwowego Muzeum Oświęcim-Brzezinka w Pawilonie Żydowskim.

### 1989-1997 Figura

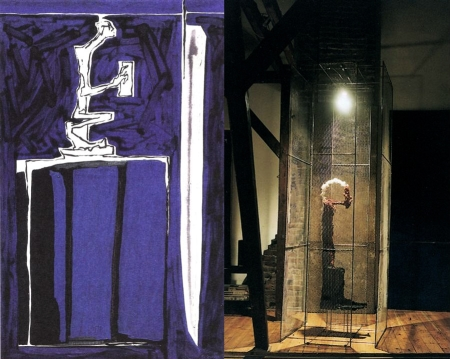
Bożenna Biskupska. Obraz: Figura, rzeźba: Klatka.

Ponad czterdzieści obrazów, olej. Tematem cyklu była postać ludzka, której centralne położenie grało z prostokątnością obrazu. Artystka eksponowała krawędź obrazu, jako miejsce zderzenia się obrazu z przestrzenią zewnętrzną. Nastąpiła zmiana gamy kolorystycznej, w tym czasie dominowały czerń, turkus oraz biel.

### 1991 Klatka
Rzeźba-instalacja, zamknięcie rzeźby figuralnej w prostej przestrzeni metalowej klatki o wymiarach 300 × 100 × 100 cm. Obiekt stał się integralną częścią performance’u z udziałem artystki w jej pracowni w obecności R. de Marco i międzynarodowej grupy artystów i krytyków. Głównym motywem stało się trwanie w czasie zainscenizowane poprzez monotonne nagranie głosu.

### 1992-2002 Klatka

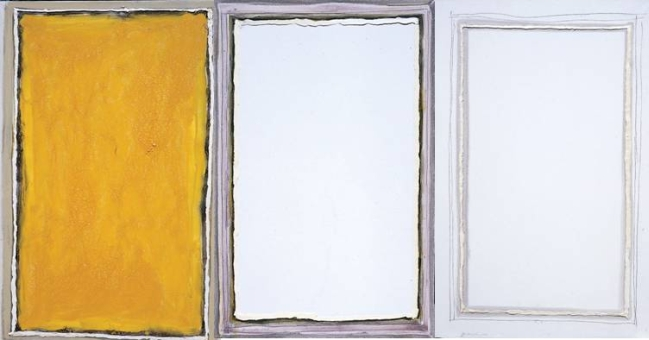
Bożenna Biskupska. Obrazy Klatka.

Cykl obrazów. W początkowym okresie były to obrazy figuratywne, natomiast od 1994 roku artystka zaczęła operować głównie wielkimi kolorowymi płaszczyznami oraz zróżnicowana fakturą. W tym cyklu pojawiły się pierwsze wyraźne linie wyznaczające niezależne płaszczyzny w obrazie. Na ostatnim etapie dominują biel i szarości, a linia ulega uproszczeniu.

### 1993 Teatr Eksperymentalny
Rzeźba jako element spektaklu Ka Ba Kai, Reanimacje Video Teatr Poza. Współpraca z Joanną Lothe oraz Piotrem Lachmanem przyniosła zderzenie formy rzeźbiarskiej z aktorem, dźwiękiem, wideo oraz dynamiką spektaklu. Rzeźby Biskupskiej wytyczały zmienne przestrzenie gry oraz były stałymi aktorami spektaklu.

### 1995 Wytyczanie obrazu

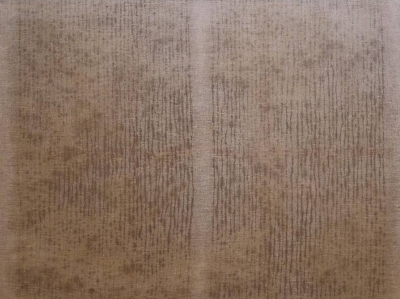
Bożenna Biskupska. Obraz Wytyczanie obrazu.

Rysunek, obraz. Wypracowywanie idei pierwotnego gestu-dotknięcia. W tym czasie powstał zapis najprostszej ingerencji farbą lub olejem lnianym na papierze, później na płótnie. Artystka podjęła temat samoistnej destrukcji, której towarzyszy procesowi powstawania. Upływ czasu przekształca zarys linii: użyty olej lniany bądź olej z farby wsiąka w materiał rozlewając się i żółknąc.

### 1997-1998 Jednonogi
Cykl ośmiu betonowych rzeźb o wysokości do 240 cm. Monumentalna figura stała się autonomicznym znakiem.

### 1998-2001 Wytyczanie obrazu 343

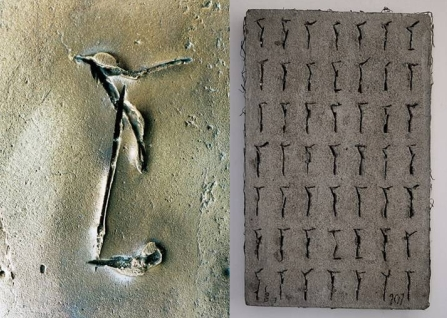
Bożenna Biskupska. Grafika: Wytyczanie obrazu, Jednonogi jako znak

Grafiki-rzeźby. Na cykl składają się 343 płyty z wyrytymi Jednonogimi: siedem płyt po siedem znaków w pionie i poziomie, które wyznaczają ramy ilościowe kompozycji. Płyty stały się matryca dla wykładni multiplikacji.

### 1990 Upakowanie

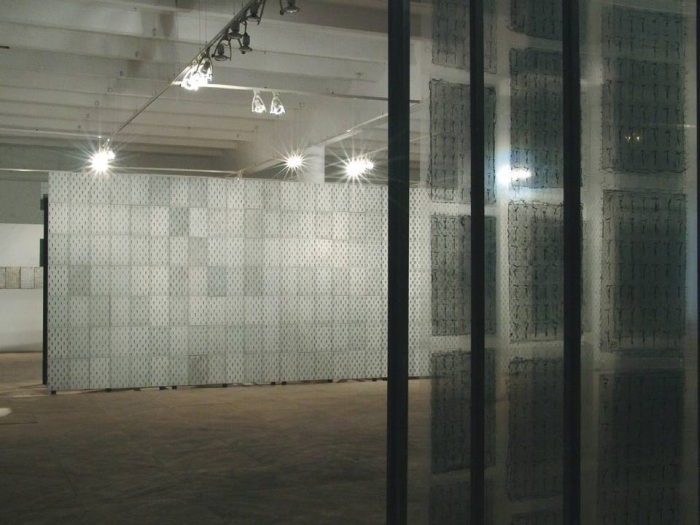
Bożenna Biskupska. Instalacja Upakowanie.

To zapis fotograficzny wizerunku 343 płyt betonowych w zamkniętych układach siedmiu płaszczyzn umieszczonych w stalowej klatce o wymiarach 300 × 240 × 240 cm. Dokumentacja fotograficzna tworzy odrębne trójwymiarowe dzieło artystyczne. Powstaje również 17 min. film, zapis poszczególnych płyt, podkreślający autonomiczność każdego obiektu.

### 1999 Wytyczanie obrazu

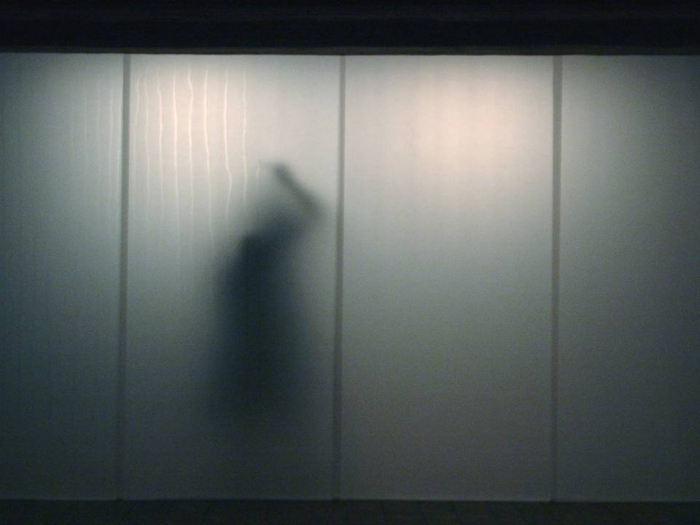
Bożenna Biskupska.. Performance Wytyczanie obrazu.

Obrazy, płótno 185x240, olej. Performance. Artystka na oczach publiczności maluje stający się obraz kreśląc pionowe linie z oleju lnianego. Linie te wraz z biegiem czasu żółkną i rozlewają się po materiale. Całość jest nagrywana i w czasie rzeczywistym transmitowana na ekrany. Całości towarzyszyła muzyka jako integralna część spektaklu.

### 2002-2013 Wytyczanie obrazu 01
Multiplikowanie płyt z płaskorzeźbami figur Jednonogiego, odlanych w brązie. Zostają wprowadzone nowe media artystyczne (wydruki wielkoformatowe i projekcje)

### 2007-2010 Przeganianie myśli

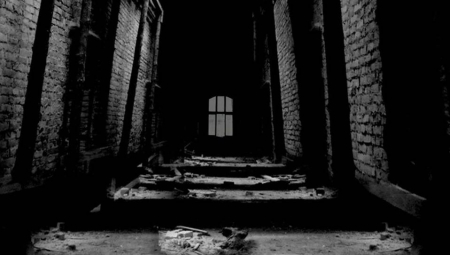
Bożenna Biskupska. Wideo. Tunel.

Realizacja filmów DVD: Tunel (2 min), Chaos (4 min), Znaki (3,5 min)
. Prace wideo powstały w trakcie rewitalizacji Sanatorium Brehmera w Sokołowsku. Inspiracja stały się tłoczące się, natrętne myśli. Artysta wykorzystała tę grę powtórzeń i nawrotów.

### 2010 Menument
Dokumentacja fotograficzna rzeźb, wydruk na folii, instalacja. Wystawa była kolejna odsłona motywu Jednonogich ułożonych naprzemienne. Projekcje filmowe rzutowane na ściany i podłogę galerii włączały widzów w przestrzeń instalacji.

## Wystawy indywidualne
| Data | Nazwa wystawy                                                              | Miejsce                                                                        | Miasto             |
| ---- | -------------------------------------------------------------------------- | ------------------------------------------------------------------------------ | ------------------ |
| 1978 | Pokaz jednego dzieła                                                       | Dom Artysty Plastyka                                                           | Warszawa           |
| 1979 | Wystawa tkanin                                                             | BWA                                                                            | Rzeszów            |
| 1980 | Wystawa tkanin, rzeźby i dokumentacji fotograficznej                       | Galeria Studio                                                                 | Warszawa           |
| 1982 | Wystawa rzeźby                                                             | Muzeum Archeologiczne Środkowego Nadodrza w Świdnicy                           | Świdnica           |
| 1985 | Wystawa rzeźby                                                             | Muzeum Warmii i Mazur                                                          | Olsztyn            |
| 1986 | Wystawa rzeźby                                                             | Państwowe Muzeum Oświęcim-Brzezinka                                            | Oświęcim-Brzezinka |
| 1986 | Wystawa rzeźby                                                             | Centralne Biuro Wystaw Artystycznych (obecnie Zachęta Narodowa Galeria Sztuki) | Warszawa           |
| 1987 | Malarstwo i rysunek                                                        | Teatr Polski                                                                   | Warszawa           |
| 1988 | Malarstwo i rzeźba                                                         | Galeria Rzeźby                                                                 | Warszawa           |
| 1988 | Malarstwo i rzeźba                                                         | BWA                                                                            | Opole              |
| 1988 | Malarstwo i rzeźba                                                         | Muzeum Ziemi Lubuskiej                                                         | Zielona Góra       |
| 1988 | Malarstwo i rzeźba                                                         | Muzeum Narodowe                                                                | Kielce             |
| 1989 | Malarstwo i rzeźba                                                         | Am Turm Gallery                                                                | Berlin             |
| 1990 | Rzeźba, rysunek                                                            | BWA                                                                            | Zamość             |
| 1992 | Malarstwo i rzeźba                                                         | Anders Gallery                                                                 | Warszawa           |
| 1991 | Instalacja                                                                 | Pracownia Artysty                                                              | Warszawa           |
| 1993 | Udział rzeźb w przedstawieniu Ka Ba Kai Re-animacje (LLT Video Teatr Poza) | Galeria Zamek                                                                  | Reszel             |
| 1993 | Malarstwo                                                                  | Gate Gallery                                                                   | Karlsruhe          |
| 1994 | Udział rzeźb w przedstawieniu Ka Ba Kai Re-animacje (LLT Teatr Poza)       | Pałac Szustra                                                                  | Erfurt, Warszawa   |
| 1994 | Malarstwo i rzeźba                                                         | Międzynarodowy Fundusz Walutowy                                                | Waszyngton         |
| 1995 | Zależności, instalacja                                                     | Galeria Manhattan                                                              | Łódź               |
| 1995 | Malarstwo i rzeźba                                                         | Muzeum Polskie w Ameryce                                                       | Chicago            |
| 1996 | Malarstwo i rzeźba                                                         | Muzeum Ziemi Lubuskiej                                                         | Zielona Góra       |
| 1998 | Tektonika, rzeźba i rysunek                                                | Muzeum Narodowe Pałac Opatów                                                   | Gdańsk-Oliwia      |
| 1998 | Prace 1996-1998                                                            | Centrum Rzeźby Polskiej                                                        | Orońsko            |
| 1999 | Wytyczanie obrazu                                                          | Muzeum Warmii i Mazur                                                          | Olsztyn            |
| 1999 | Wytyczanie obrazu                                                          | BWA                                                                            | Wrocław            |
| 2001 | Relacje                                                                    | Galeria Renes’Ans                                                              | Warszawa           |
| 2001 | Relacje                                                                    | Galeria Renes’Ans                                                              | Poznań             |
| 2001 | Upakowanie                                                                 | Galeria Wschodnia                                                              | Łódź               |
| 2002 | Prace z lat 1982-2002                                                      | Królikarnia, Muzeum X. Dunikowskiego                                           | Warszawa           |
| 2003 | Prace z lat 1982-2002 – performance z A. Falkiewiczem                      | Centrum Rzeźby Polskiej                                                        | Orońsko            |
| 2004 | Wytyczanie obrazu – akcja artystyczna z A. Falkiewiczem                    | Galeria Manhattan                                                              | Łódź               |
| 2004 | Wytyczanie obrazu 01 (In Situ)                                             | Galeria Grodzka                                                                | Lublin             |
| 2004 | Linia Ślad – instalacja muzyczna (A. Falkiewicz Na linii światła)          | Muzeum Warmii i Mazur                                                          | Olsztyn            |
| 2005 | Wytyczanie obrazu                                                          | Zamek Książąt Pomorskich                                                       | Szczecin           |
| 2005 | W drodze                                                                   | Jüdisches Museum Westfalen                                                     | Drosten            |
| 2005 | Zapis idei – Rejestracja zwielokrotniona                                   | Autorska Galeria Elżbiety Kościelak, Centrum Kultury Zamek                     | Wrocław            |
| 2009 | Obraz, Klatka                                                              | Galeria Kasyno                                                                 | Podkowa Leśna      |
| 2009 | Przeganianie myśli                                                         | Galeria FF, Forum Fotografii                                                   | Łódź               |
| 2010 | Przeganianie myśli                                                         | Bałtycka Galeria Sztuki Współczesnej – Baszta Czarownic                        | Słupsk             |
| 2010 | Menument                                                                   | Miejska Galeria Sztuki w Łodzi – Ośrodek Propagandy Sztuki w Łodzi             | Łódź               |
| 2011 | Obraz w Ogrodzie, malarstwo i rzeźba                                       | pokaz plenerowy                                                                | Szczawno-Zdrój     |
| 2012 | Światy równoległe, malarstwo i rzeźba                                      | BWA                                                                            | Książ              |

## Wybrane wystawy zbiorowe
| Data | Nazwa wystawy                                                                         | Miejsce                                                        | Miasto                |
| ---- | ------------------------------------------------------------------------------------- | -------------------------------------------------------------- | --------------------- |
| 1976 | XI Ogólnopolska Wystawa Sztuki Młodych (wyróżnienie)                                  |                                                                | Sopot                 |
| 1976 | Polska Sztuka z Warszawy                                                              | Palace Kirke                                                   | Kopenhaga             |
| 1977 | Nowa Sztuka Polska                                                                    |                                                                | Blois Nevers          |
| 1981 | VII Festiwal Sztuki Zachęta (II Nagroda)                                              | Zachęta Narodowa Galeria Sztuki                                | Warszawa              |
| 1982 | IV Międzynarodowe Biennale Miniatury Tkackiej (I Nagroda)                             | Savaria Museum                                                 | Shombathely (Węgry)   |
| 1984 | XLI Biennale Sztuki                                                                   | Pawilon Polski                                                 | Wenecja (Włochy)      |
| 1984 | V Międzynarodowe Biennale Miniatury Tkackiej                                          | Savaria Museum                                                 | Shombathely (Węgry)   |
| 1985 | Wystawa Malarstwa i Grafiki Artystów Środowiska Warszawskiego                         | Zachęta Narodowa Galeria Sztuki                                | Warszawa              |
| 1986 | Międzynarodowa Wystawa Miniatury Tkackiej                                             |                                                                | (Luxemburg)           |
| 1986 | XIV Międzynarodowe Biennale Małych Rzeźby w Brązie                                    |                                                                | Padwa (Włochy)        |
| 1989 | Wystawa Sztuki Polskiej Nigdy więcej                                                  |                                                                | Düsseldorf (Niemcy)   |
| 1995 | Hommage à Stażewski                                                                   |                                                                | Chicago (USA)         |
| 1995 | A woman’s view                                                                        | Bank Światowy                                                  | Washington (USA)      |
| 1997 | Sztuka Polska                                                                         |                                                                | Atlanta (USA)         |
| 1999 | Figura w polskiej rzeźbie XIX-XX w.                                                   | Zachęta Narodowa Galeria Sztuki                                | Warszawa              |
| 1999 | Północ – Południe. Transkulturowe wizje                                               | Muzeum Rzeźby im. X. Dunikowskiego – Oddział Muzeum Narodowego | Warszawa              |
| 2000 | Nord Art 2000                                                                         |                                                                | Budesdorf (Niemcy)    |
| 2002 | Transkulturowe wizje II: polsko-amerykańska sztuka współczesna                        | Muzeum Rzeźby im. X. Dunikowskiego – Oddział Muzeum Narodowego | Warszawa              |
| 2003 | Konceptualne związki – Sztuka Europy Środkowej: Polska-Czechy-Węgry-Słowenia,         | Abshire-Debecki Studio and Gallery                             | Chicago (USA)         |
| 2003 | Obiekty mentalne z międzynarodowej kolekcji Galerii Wymiany,                          | Galeria Mozer                                                  | Łódź                  |
| 2003 | Forma i Kolor                                                                         | Forum+ Gallery                                                 | Chicago (USA)         |
| 2004 | Czarnobiałe                                                                           | Galeria Fibak & Program                                        | Warszawa              |
| 2005 | Warszawa w Ułan Bator                                                                 | Art Gallery                                                    | Ułan Bator (Mongolia) |
| 2006 | Ikony zwycięstwa                                                                      | Muzeum Przemysłu – Fabryka Norblina, Łódź Art Center           | Warszawa, Łódź        |
| 2006 | Art First                                                                             |                                                                | Bolonia (Włochy)      |
| 2006 | WawART – Artyści Warszawy                                                             | Galeria Desa Modern                                            | Warszawa              |
| 2007 | Kolekcja sztuki współczesnej ze zbiorów Centrum Rzeźby Polskiej w Orońsku             | BWA                                                            | Katowice              |
| 2008 | Trzecia odsłona – III wystawa Dolnośląskiego Towarzystwa Zachęty Sztuk Pięknych,      | Muzeum Architektury                                            | Wrocław               |
| 2008 | Samoidentyfikacja z kolekcji Zachodniopomorskiego Towarzystwa Zachęty Sztuki Pięknych | Muzeum Narodowe                                                | Szczecin              |
| 2008 | Kolekcje autorskie ze zbiorów Muzeum Ziemi Lubuskiej,                                 | Muzeum Ziemi Lubuskiej                                         | Zielona Góra          |
| 2008 | TSN-1                                                                                 | Konduktorownia                                                 | Częstochowa           |
| 2009 | Like a Rolling Stone                                                                  | Centrum Rzeźby Polskiej                                        | Orońsko               |
| 2009 | SIEGesIKONen/Icons of Victory – transFORM                                             | Humboldt                                                       | Berlin                |
| 2011 | Meta-Weiss                                                                            | Freies Museum Berlin                                           | Berlin                |